# Catherine Hueffer

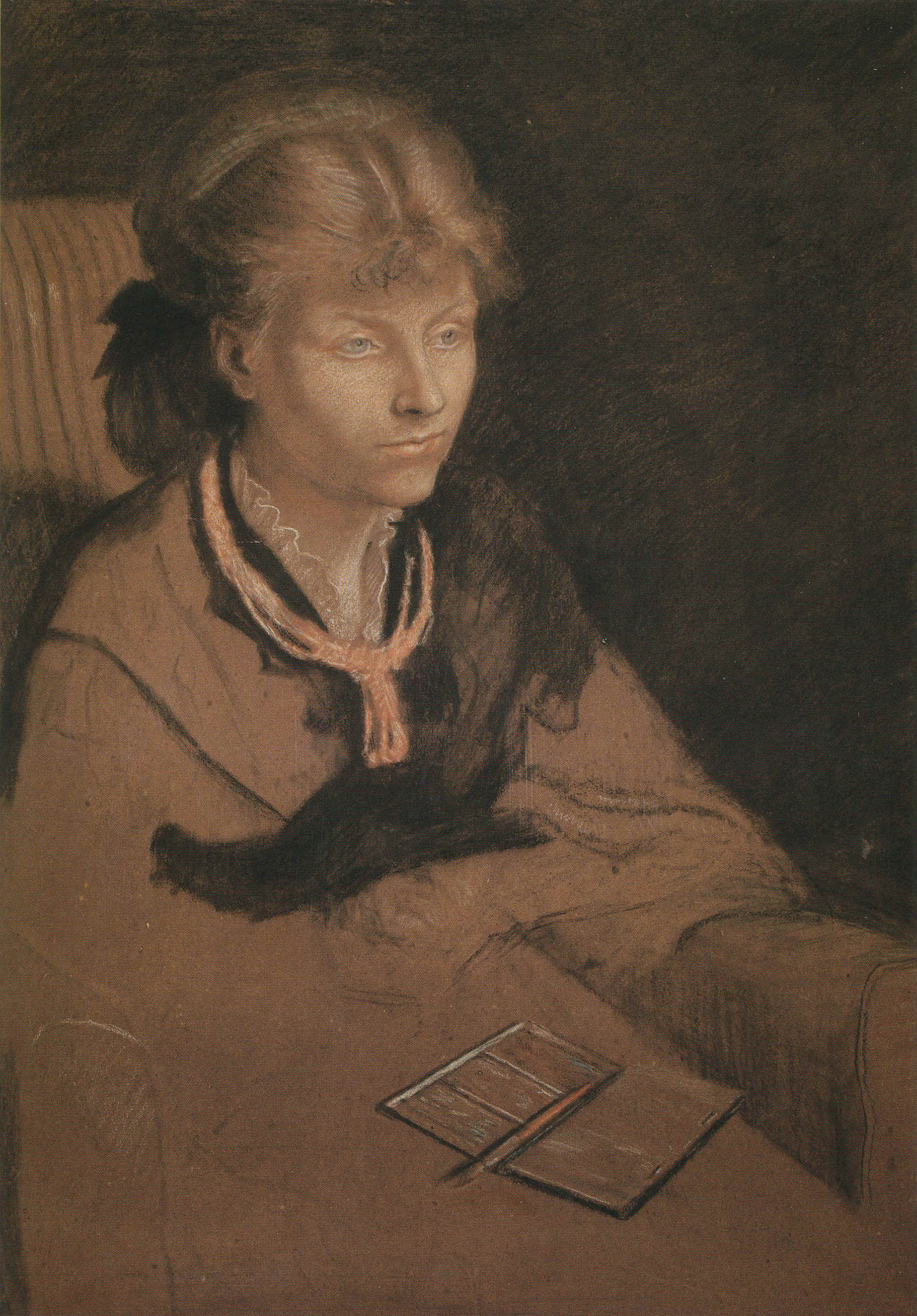
Ford Madox Brown: Porträtzeichnung der Catherine Madox Brown (unvollendet, 1872)

Catherine Emily Hueffer (* 11. November 1850 als Catherine Emily „Cathy“ Madox Brown in London; † 3. Juni 1927 ebenda) war eine britische Malerin.

## Leben
Catherine Madox Brown wurde im November 1950 als zunächst uneheliche Tochter des präraffaelitischen Malers Ford Madox Brown (1821–1893) und Emma Matilda Hill (1829–1890) in London geboren; ihre Eltern heirateten drei Jahre nach ihrer Geburt. „Cathy“ – so ihr Spitzname in der Familie – hatte mit der späteren Malerin Lucy Madox Brown (1843–1894), verheiratete Rossetti, eine Halbschwester sowie zwei Brüder, darunter den späteren Autor und Maler Oliver Madox Brown (1855–1874). Gemeinsam mit ihren Gewschwistern wuchs sie in einem anregenden künstlerischen Umfeld auf und stand schon von früh an Modell für ihren Vater, darunter für dessen The Pretty Baa-Lambs (1851), The Last of England (1852–1855), Stages of Cruelty (1856–1890) und The Nosegay (1865). Zunächst besuchte sie die Mädchenschule Queen’s College in der Harley Street, verließ aber mit 13 Jahren die Schule und wurde zur Assistentin ihres Vaters in dessen Atelier, wo sie neben anderen Schülerinnen wie Marie Spartali, Theresa Thornycroft und den Schwestern Laura und Ellen Epps wirkte. Enge Freundschaften pflegte sie insbesondere mit Ellen Epps und Thornycroft, mit denen sie schon zusammen auf das Queen’s College gegangen war.
1869 stellte Brown ihr Werk gemeinsam mit ihren Geschwistern zum ersten Mal in der Londoner Dudley Gallery aus; noch im gleichen Jahr debütierte sie auf der Jahresausstellung der Royal Academy of Arts. Bei beiden Gelegenheiten wurde sie für ihr vielversprechendes Talent gelobt. Weitere Ausstellungsbeteiligungen folgten in den nächsten Jahren, darunter mit Porträts ihrer Eltern und Laura Epps, mittlerweile verheiratete Alma-Tadema. Parallel stand sie Modell für diverse Gemälde ihrer Schwester Lucy, zu der sie insgesamt ein spannungsreiches Verhältnis pflegte. Zunehmend gelang es den Browns und damit auch Catherine, einen wichtigen Platz in der Londoner Künstlerwelt und Gesellschaft einzunehmen. 1872 heiratete sie den deutschstämmigen Musikschriftsteller und -kritiker Francis Hueffer (1845–1889). Anlässlich der Hochzeit fertigte Laura Alma-Tademas Ehemann Lawrence Alma-Tadema ein Doppelporträt des frisch verheirateten Paares an, das danach eine ausgedehnte Reise durch Frankreich und Italien antrat. Über die nächsten Jahren wurden die beiden Eltern dreier Kinder: Ford (1873–1939), Oliver (1876–1931) und Juliet (1880–1944). Alle drei Kinder wurden später als Schriftsteller bekannt. Der spätere Innenminister und Jurist Frank Soskice, Baron Stow Hill (1902–1979) war als Sohn von Juliet ihr Enkelkind.
Catherine Hueffer wirkte hauptsächlich in der Porträtmalerei, fertigte aber auch einige Landschafts- und Genrebilder an. Vor allem malte sie Aquarelle, nutzte sporadisch aber auch Ölfarben. Insbesondere nach ihrer Heirat zeigte sie viele ihrer Werke nicht in London, sondern in Liverpool und Manchester. Nach dem plötzlichen Tod ihres Bruders Oliver 1874 und der Geburt ihrer Kinder zog sich Catherine Hueffer zunehmend aus der Kunstwelt zurück; 1875 stellte sie zum letzten Mal eines ihrer Werke aufs, danach malte sie nur noch im privaten Kreis. Nach dem unerwarteten Tod ihres Ehemannes 1889 zog sie mit ihren beiden Söhnen zurück zu ihren Eltern; ihre Tochter kam zunächst bei ihrer Schwester unter. Wenngleich sie in dieser Zeit unter Geldmangel litt, erinnerte sich später ihre Tochter, dass ihr Vater für sie eine jährliche Leibrente der Queen Victoria ablehnte, denn sie sei keine „Bettlerin“. Anfang der 1890er Jahre verlor sie kurz hintereinander beide ihre Eltern und ihre Schwester. Nach dem Tod von Mathilde Blind, einer engen Freundin ihres Vaters, erhielt sie testamentarisch von Blind eine Rente von 100 £. Ihre Tochter Juliet erinnerte sich später, dass Hueffer zunehmend bedauerte, die Malerei für ihre Familie aufgegeben zu haben. Zuletzt an Diabetes erkrankt, starb Hueffer 76-jährig an den Folgen ihrer Erkrankung und einem Lungenödem im Sommer 1927 in London. 2021/2022 wurden Hueffer und ihre Schwester Lucy Madox Brown mit einer Retrospektive in der Watts Gallery bei Guildford gewürdigt.